# قلعه‌چه (شیروان)
قلعه چه روستایی در دهستان سیوکانلو بخش مرکزی شهرستان شیروان استان خراسان شمالی ایران است.

## جمعیت
بر پایه سرشماری عمومی نفوس و مسکن در سال ۱۳۹۵ جمعیت این مکان ۴۳۴ نفر (۱۳۰خانوار) بوده‌است.